# Ligne d'Halifax à Rivière-du-Loup
La ligne d'Halifax à Rivière-du-Loup est l'une des principales lignes de chemin de fer canadiennes. Elle relie Truro, en Nouvelle-Écosse, à Rivière-du-Loup, au Québec. Elle est empruntée par les trains Chaleur et l'Océan, ce dernier étant le plus vieux train de passagers du pays. Comme la plupart des lignes canadiennes, elle sert principalement pour le transport des marchandises depuis quelques décennies. Elle dessert des régions industrielles telles que les mines Brunswick, le plus grand gisement de zinc du monde, ainsi que le port de Belledune et la ville de Moncton.

## Histoire
La ligne fut construite par le Chemin de fer Intercolonial.
Étant le seul lien ferroviaire vers la Nouvelle-Écosse, la ligne a évidemment une importance stratégique. Durant la Seconde Guerre mondiale, des soldats furent postés au pont de la rivière Mésagouèche, pour parer toute tentative de sabotage ou d'attaque de l'Axe.

## Caractéristiques

### Tracé

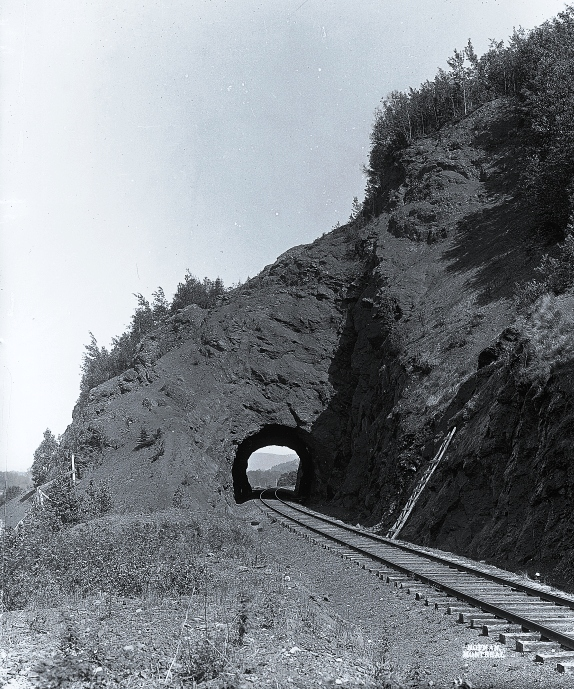
Rocher Morrissey, 1898

La ligne relie la gare d'Halifax, en Nouvelle-Écosse, avec la ville de Rivière-du-Loup, au Québec, en passant par le Nouveau-Brunswick, soit un trajet de près de 700 kilomètres.
La ligne est jumelée avec la ligne d'Halifax à Pictou entre Halifax et Truro ainsi qu'avec la ligne Saint-Jean - Pointe-du-Chêne dans le centre de Moncton. À Rivière-du-Loup, elle rejoint la ligne vers Québec et Matane. Une autre ligne importante reliée à celle-ci est la ligne Matapédia-Gaspé.

### Service
De nos jours, la ligne est empruntée sur toute sa longueur par le train de passagers L'Océan, de Via Rail. Celui-ci commence son parcours à Montréal et le termine à Halifax.
Entre Moncton et Truro, la ligne est exploitée par le chemin de fer Canadien National, et fait partie de sa ligne principale vers Halifax. Le chemin de fer de la côte est du Nouveau-Brunswick opère un service de marchandises entre Moncton et Campbellton. Ses principaux clients sont les mines Brunswick et le port de Belledune. 